# A Phyllis of the Sierras
A Phyllis of the Sierras è un film muto del 1915 diretto da George E. Middleton. La sceneggiatura si basa sull'omonimo romanzo di Bret Harte pubblicato a Boston e a New York nel 1888.

## Trama
Il giovane Lord Mainwaring giunge in California dall'Inghilterra. Vi si reca sia per problemi di salute che per curare gli affari di suo padre. Ospite di John Bradley, un ricco mercante di legname amico del padre, si innamora di sua figlia che si prende cura di lui. Quando Mainwaring le invia una lettera con una proposta di matrimonio che resta senza risposta, lui ne deduce che la ragazza lo ha rifiutato. Gli affari di suo padre vanno a rotoli e Mainwaring deve tornare in Europa. Minty, la figlia del fabbro, è innamorata di lui. Dopo che suo padre scopre una vena d'oro, Minty diventa una ricca ereditiera. Qualche anno dopo, si reca in Europa e, in Svizzera, incontra Mainwaring, ormai povero. La ragazza lo salva dalla morte e lo fa innamorare di sé.

## Produzione
Il film fu prodotto dalla California Motion Picture Corporation. Molte scene vennero girate nella zona di foresta delle sequoie a Boulder Creek (California).

## Distribuzione
Distribuito dalla World Film, il film uscì nelle sale USA il 28 giugno 1915.